# Phyllonoma ruscifolia
Phyllonoma ruscifolia är en järneksväxtart som beskrevs av Carl Ludwig von Willdenow och Schult.. Phyllonoma ruscifolia ingår i släktet Phyllonoma och familjen Phyllonomaceae. Inga underarter finns listade i Catalogue of Life.

## Bildgalleri

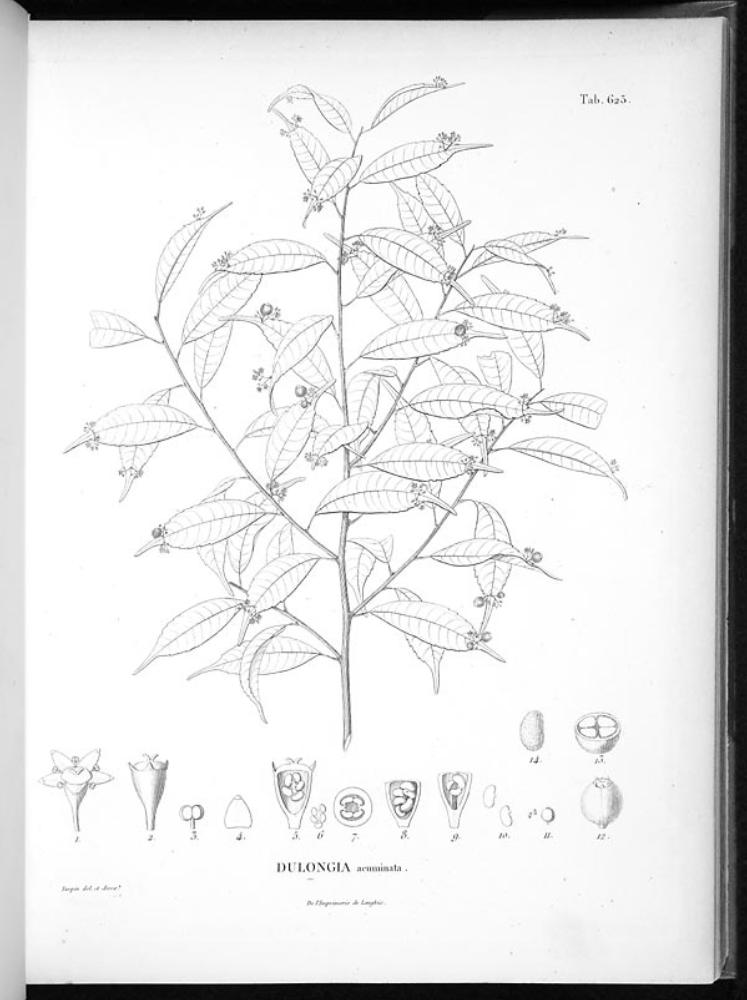
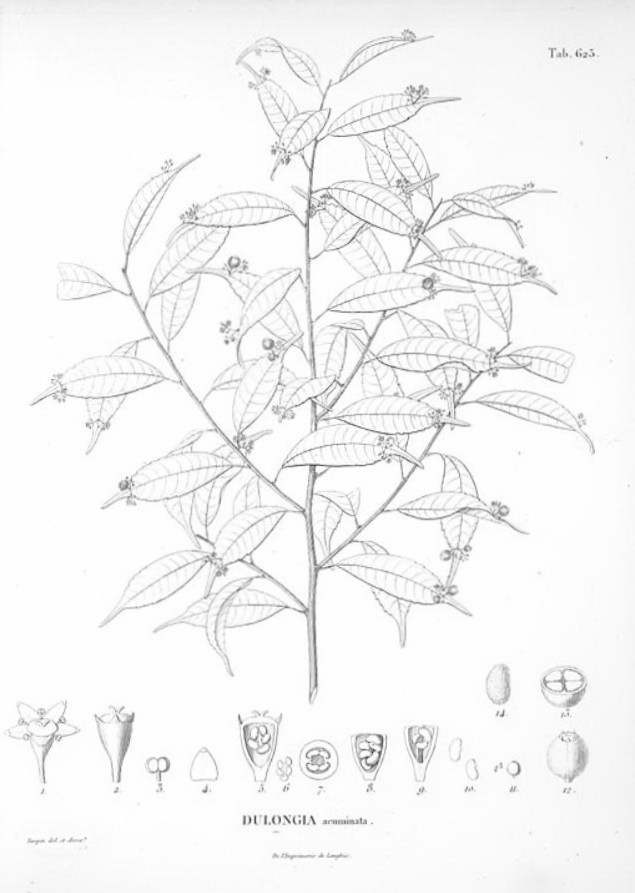